# Adele Live
Adele Live fue la segunda gira musical de la cantante y compositora británica Adele. Pasando por Europa y Norteamérica, la gira promovió su segundo álbum de estudio, 21. Durante los shows, Adele fue acompañada por una banda de cinco integrantes y un grupo de coristas, aunque algunas canciones las interpretó sola junto a un piano. El diseño del escenario incluyó veintiuna pantallas difusoras de luz.
Una parte del tour en América del Norte fue cancelado después de que a Adele se le diagnosticara laringitis. Estos eventos fueron reprogramados, algunos de ellos en recintos más grandes. Los boletos para la gira se vendieron rápidamente y posteriormente recibió favorables críticas. En octubre de 2011, Adele canceló la tercera etapa del tour en América del Norte debido a una hemorragia en sus cuerdas vocales. Finalmente, canceló el resto de la gira para someterse a una cirugía para curar dicha afección.

## Teloneros
- The Civil Wars (Norteamérica: etapa uno. Reino Unido: etapa dos).
- Plan B (Norteamérica: etapa uno).
- Wanda Jackson (Norteamérica: etapa dos).
- Amos Lee (Reino Unido: etapa dos).
- Michael Kiwanuka (Reino Unido: etapa dos).

## Lista de canciones
1. "Hometown Glory"
2. "I'll Be Waiting"
3. "Don't You Remember"
4. "Turning Tables"
5. "Set Fire to the Rain"
6. "Daydreamer"
7. "If It Hadn't Been for Love"
8. "My Same"
9. "Take It All"
10. "Rumour Has It"
11. "Right as Rain"
12. "One and Only"
13. "Lovesong"
14. "Chasing Pavements"
15. "Make You Feel My Love"

- Encore

1. "Someone Like You"
2. "Rolling in the Deep"

Notas
- "Daydreamer" no fue interpretada durante la manga norteamericana del tour.
- En el concierto realizado en The Roundhouse, Londres, Adele cantó "I Can't Make You Love Me".
- En la segunda etapa de la manga norteamericana, "Someone Like You" fue seguida de "Rolling in the Deep".

## Fechas
| Europa                   |                  |                |                          |
| 21 de marzo de 2011      | Oslo             | Noruega        | Rockefeller Music Hall   |
| 23 de marzo de 2011      | Estocolmo        | Suecia         | Debaser Medis            |
| 24 de marzo de 2011      | Malmö            | Suecia         | Malmö Arena              |
| 26 de marzo de 2011      | Hamburgo         | Alemania       | Docks Club               |
| 27 de marzo de 2011      | Berlín           | Alemania       | Huxleys Neue Welt        |
| 29 de marzo de 2011      | Munich           | Alemania       | Kesselhaus               |
| 30 de marzo de 2011      | Milán            | Italia         | Discoteca Alcatraz       |
| 1 de abril de 2011       | Barcelona        | España         | Sala Bikini              |
| 2 de abril de 2011       | Madrid           | España         | Sala La Riviera          |
| 4 de abril de 2011       | París            | Francia        | La Cigale                |
| 5 de abril de 2011       | Bruselas         | Bélgica        | Cirque Royal             |
| 7 de abril de 2011       | Colonia          | Alemania       | Burgerhaus Stollwerck    |
| 8 de abril de 2011       | Ámsterdam        | Países Bajos   | Paradiso                 |
| 8 de abril de 2011       | Copenhague       | Dinamarca      | Vega                     |
| 12 de abril de 2011      | Dublín           | Irlanda        | Olympia Theatre          |
| 14 de abril de 2011      | Leeds            | Inglaterra     | O2 Academy Leeds         |
| 15 de abril de 2011      | Glasgow          | Escocia        | O2 ABC Glasgow           |
| 17 de abril de 2011      | Manchester       | Inglaterra     | Manchester Academy       |
| 18 de abril de 2011      | Birmingham       | Inglaterra     | HMV Institute            |
| 20 de abril de 2011      | Southampton      | Inglaterra     | Southampton Guildhall    |
| 21 de abril de 2011      | Londres          | Inglaterra     | O2 Shepherds Bush Empire |
| América del Norte        |                  |                |                          |
| 12 de mayo de 2011       | Washington D. C. | Estados Unidos | 9:30 Club                |
| 13 de mayo de 2011       | Filadelfia       | Estados Unidos | Electric Factory         |
| 15 de mayo de 2011       | Boston           | Estados Unidos | House of Blues           |
| 16 de mayo de 2011       | Montreal         | Canadá         | L'Olympia de Montréal    |
| 18 de mayo de 2011       | Toronto          | Canadá         | Air Canada Centre        |
| 19 de mayo de 2011       | Nueva York       | Estados Unidos | Beacon Theater           |
| 21 de mayo de 2011       | Nueva York       | Estados Unidos | United Palace Theater    |
| 22 de mayo de 2011       | Nueva York       | Estados Unidos | Shea Stadium             |
| 23 de mayo de 2011       | Royal Oak        | Estados Unidos | Royal Oak Music Theatre  |
| 24 de mayo de 2011       | Chicago          | Estados Unidos | Riviera Theatre          |
| 28 de mayo de 2011       | Denver           | Estados Unidos | Ogden Theater            |
| Europa                   |                  |                |                          |
| 2 de julio de 2011       | Londres          | Inglaterra     | Heaven                   |
| 7 de julio de 2011       | Londres          | Inglaterra     | The Roundhouse           |
| América del Norte        |                  |                |                          |
| 9 de agosto de 2011      | Vancouver        | Canadá         | Orpheum Theatre          |
| 11 de agosto de 2011     | Troutdale        | Estados Unidos | McMenamins Edgefield     |
| 12 de agosto de 2011     | Seattle          | Estados Unidos | Paramount Theatre        |
| 14 de agosto de 2011     | Berkeley         | Estados Unidos | Hearst Greek Theatre     |
| 15 de agosto de 2011     | Los Ángeles      | Estados Unidos | Greek Theatre            |
| 17 de agosto de 2011     | Los Ángeles      | Estados Unidos | Hollywood Palladium      |
| 18 de agosto de 2011     | San Diego        | Estados Unidos | Open Air Theatre         |
| 20 de agosto de 2011     | Las Vegas        | Estados Unidos | Chelsea Ballroom         |
| 21 de agosto de 2011     | Salt Lake City   | Estados Unidos | Gallivan Center          |
| 24 de agosto de 2011     | Saint Paul       | Estados Unidos | Xcel Energy Center       |
| Europa                   |                  |                |                          |
| 13 de septiembre de 2011 | Leicester        | Inglaterra     | De Montfort Hall         |
| 14 de septiembre de 2011 | Newcastle        | Inglaterra     | O2 Academy Newcastle     |
| 16 de septiembre de 2011 | Mánchester       | Inglaterra     | Manchester Apollo        |
| 17 de septiembre de 2011 | Mánchester       | Inglaterra     | Manchester Apollo        |
| 19 de septiembre de 2011 | Londres          | Inglaterra     | HMV Hammersmith Apollo   |
| 20 de septiembre de 2011 | Londres          | Inglaterra     | HMV Hammersmith Apollo   |
| 22 de septiembre de 2011 | Londres          | Inglaterra     | Royal Albert Hall        |
| 24 de septiembre de 2011 | Edimburgo        | Escocia        | Usher Hall               |
| 25 de septiembre de 2011 | Glasgow          | Escocia        | O2 Academy Glasgow       |

### Recaudaciones
| Lugar                   | Ciudad           | Capacidad              | Recaudación |
| ----------------------- | ---------------- | ---------------------- | ----------- |
| Olympia Theatre         | Dublín           | 1,621 / 1,621 (100%)   | $66,942     |
| 9:30 Club               | Washington D. C. | 1,200 / 1,200 (100%)   | $42,000     |
| L'Olympia de Montréal   | Montreál         | 1,851 / 1,851 (100%)   | $57,300     |
| Air Canada Centre       | Toronto          | 6,624 / 6,624 (100%)   | $322,594    |
| Beacon Theatre          | New York City    | 2,770 / 2,770 (100%)   | $118,141    |
| Royal Oak Music Theatre | Royal Oak        | 1,700 / 1,700 (100%)   | $42,500     |
| Riviera Theatre         | Chicago          | 2,500 / 2,500 (100%)   | $85,000     |
| Hearst Greek Theatre    | Berkeley         | 8,189 / 8,189 (100%)   | $400,040    |
| Greek Theatre           | Los Ángeles      | 5,856 / 5,856 (100%)   | $254,393    |
| Xcel Energy Center      | Saint Paul       | 9,443 / 9,443 (100%)   | $525,483    |
| TOTAL                   | TOTAL            | 41,754 / 41,754 (100%) | $1,914,393  |

## Grabación y transmisión
El concierto en el Roundhouse (como parte del iTunes Festival) fue transmitido en directo por iTunes. El evento fue seguido por el lanzamiento del EP iTunes Festival: London 2011. Este álbum contiene el concierto abreviado con las canciones "One and Only", "Don't You Remember", "Rumour Has It", "Take It All", "I Can't Make You Love Me" y "Rolling in the Deep". El disco es exclusivo de iTunes y estuvo disponible para la descarga el 14 de julio de 2011.
Un paquete que contenía un disco compacto y un DVD, titulado Live at the Royal Albert Hall, fue lanzado el 28 de noviembre de 2011. Este incluye el concierto completo de Adele en el Royal Albert Hall además de imágenes tras bambalinas.